# Нейшенал-Сіті (Каліфорнія)
Нейшенал-Сіті (англ. National City) — місто (англ. city) в США, в окрузі Сан-Дієго штату Каліфорнія. Населення — 56 173 особи (2020).

## Географія
Нейшенал-Сіті розташований за координатами 32°39′57″ пн. ш. 117°5′50″ зх. д. / 32.66583° пн. ш. 117.09722° зх. д. (32.665862, -117.097361).  За даними Бюро перепису населення США в 2010 році місто мало площу 23,61 км², з яких 18,85 км² — суходіл та 4,76 км² — водойми.

## Демографія
Згідно з переписом 2010 року, у місті мешкали 58 582 особи в 15 502 домогосподарствах у складі 12 113 родин. Густота населення становила 2481 особа/км².  Було 16762 помешкання (710/км²).
Расовий склад населення:
| - 42,2 % — білих - 18,3 % — азіатів - 5,2 % — чорних або афроамериканців - 1,1 % — корінних американців - 0,8 % — вихідців з тихоокеанських островів - 27,6 % — осіб інших рас |

До двох чи більше рас належало 4,8 %. Частка іспаномовних становила 63,0 % від усіх жителів.
За віковим діапазоном населення розподілялося таким чином: 25,5 % — особи молодші 18 років, 63,9 % — особи у віці 18—64 років, 10,6 % — особи у віці 65 років та старші. Медіана віку мешканця становила 30,2 року. На 100 осіб жіночої статі у місті припадало 105,5 чоловіків;  на 100 жінок у віці від 18 років та старших — 106,5 чоловіків також старших 18 років.
Середній дохід на одне домашнє господарство  становив 52 531 долар США (медіана — 41 437), а середній дохід на одну сім'ю — 53 579 доларів (медіана — 43 386). Медіана доходів становила 32 115 доларів для чоловіків та 26 355 доларів для жінок. За межею бідності перебувало 24,5 % осіб, у тому числі 33,7 % дітей у віці до 18 років та 19,4 % осіб у віці 65 років та старших.
Цивільне працевлаштоване населення становило 23 409 осіб. Основні галузі зайнятості: освіта, охорона здоров'я та соціальна допомога — 19,9 %, мистецтво, розваги та відпочинок — 15,2 %, роздрібна торгівля — 12,7 %, науковці, спеціалісти, менеджери — 10,3 %.